# Grey Goose Vodka

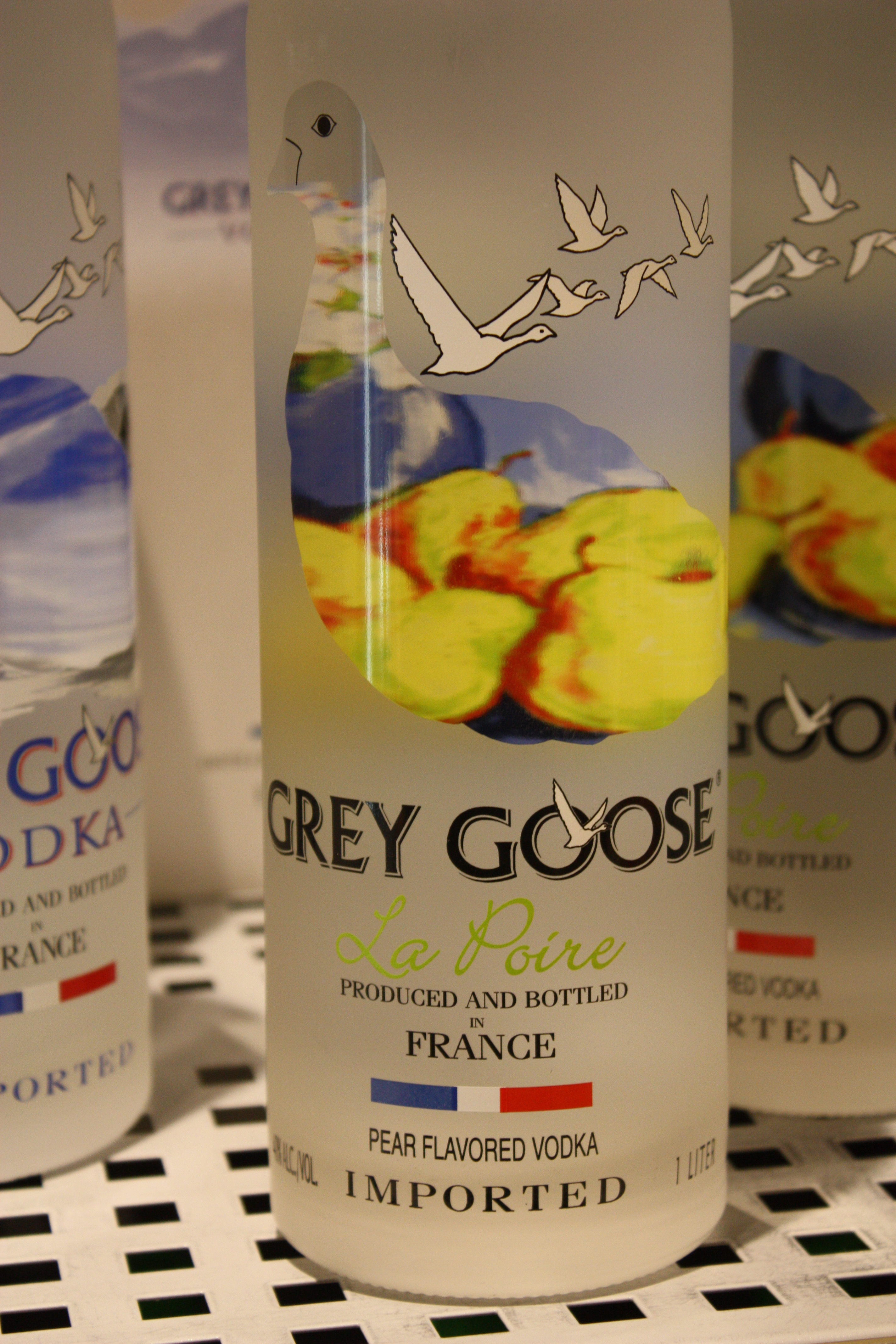
Grey Goose flaska.

Grey Goose är en vodka i premiumklass. Destilleras i Cognac, Frankrike och köptes upp av Bacardi 2004, för 2,2 miljarder dollar. Grey Goose Vodka har vunnit flera åtråvärda priser sedan den introducerades 1997.